# The Story of Asya Klyachina
The Story of Asya Klyachina (títol internacional en anglès; títol original en rus: История Аси Клячиной, которая любила, да не вышла замуж, Istória Assi Kliàtxinoi, kotóraia liubila, da ne vixla zàmuj; literalment, en català, "La història d'Àssia Kliàtxina, que amava, però no es va casar") és una pel·lícula del director rus Andrei Mikhalkov-Kontxalovski estrenada el 1967, censurada per les autoritats soviètiques i apareguda vint anys més tard a Occident.
Andrei Kontxalovski li va donar una continuació trenta anys més tard amb Riaba ma poule.

## Argument
En un kolkhoz pobre, Àssia decideix donar a llum a un nen, encara que el seu company, el xofer Stepan, no estigui decidit a casar-se amb ella.

## Repartiment
- Ia Sàvvina: Àssia Kliàtxina
- Aleksandr Surin: Stepan
- Liubov Sokolova: Maria, mare de Mixanka